# 上田正則
上田 正則（うえだ まさのり、1952年8月26日 - ）は、沖縄県出身の元プロ野球選手（投手）。

## 経歴
那覇商業高では、2年生からエースを任された。
沖縄大学では、1972年と1973年に全国大学準硬式野球選手権大会で全国制覇を達成。1974年にドラフト外にてロッテオリオンズに入団した。翌1975年に上田と同じくロッテに入団した池畑満也と共に準硬式野球の中心選手だった。
変則的なフォームから速球とカーブを投げ分ける投球が持ち味だったが、一軍公式戦の出場がないまま1976年に退団した。
その後、沖縄県唯一の女子硬式野球クラブ、沖縄ティーダバルの監督を務めた。
2015年からは、沖縄県還暦野球連盟の「琉球ベースボールクラブ」で投手として活躍中。

## 詳細情報

### 年度別投手成績
- 一軍公式戦出場なし

### 背番号
- 47 （1975年 - 1976年）